# Xian de Zanda
Pour les articles homonymes, voir Zanda.
Le xian de Zanda (tibétain : རྩ་མདའ་རྫོང་།, Wylie : rtsa mda' rdzong, pinyin tibétain : Zanda Zong ; chinois simplifié : 札达县 ; pinyin : zhádá xiàn) est un district administratif de la région autonome du Tibet en Chine. Il est placé sous la juridiction de la préfecture de Ngari.

## Géographie
Le coelodonta thibetana ou rhinocéros laineux tibétain est une espèce éteinte de rhinocéros laineux indigènes à l'ouest de l'Himalaya qui a vécu pendant le Pliocène moyen. Une équipe sino-américaine a découvert un crâne complet de rhinocéros laineux dans le bassin de Zanda.

## Histoire
Le royaume de Gugé (Xe siècle – milieu du XVIIe siècle) situé au Tibet dans l’actuel Xian de Zanda, Ngari, abrita une civilisation brillante et fut l’une des sources de la renaissance bouddhiste au Tibet. Il connut des périodes d’expansion qui mirent les vallées du Zanskar, du Kinnaur supérieur et du Lahaul et Spiti sous sa sujétion. Ses capitales étaient Tholing et Tsaparang.
Un site archéologique important de Gugé est situé sur le xian de Zanda. On y trouve, en particulier, des fresques bouddhistes remarquables sur une surface de 876 m². Des travaux de restauration des fresques ont été entrepris en 2011. D'après le restaurateur, Fu Peng, expert en chef du projet de restauration, les fresques contiennent des sujets liés à la politique, l'économie, la technologie et la société du royaume de Gugé dans un style pictural qui combine des éléments tibétains, indiens et népalais. Les restaurations doivent s'achever en juillet 2013 et s'inspirent des techniques acquises par l'équipe, lors des restaurations du palais du Potala, du palais de Norbulingka et du monastère de Sakya. Les reliques de Gugé, font partie du premier groupe de reliques historiques à être placé sous la protection de l'État

## Démographie
La population du district était de 5 624 habitants en 1999.